# Szeghalom
Szeghalom là một thành phố thuộc hạt Békés, Hungary. Thành phố này có diện tích 217,13 km², dân số năm 2010 là 9228 người, mật độ 42 người/km².